# کاونسویل، کبک

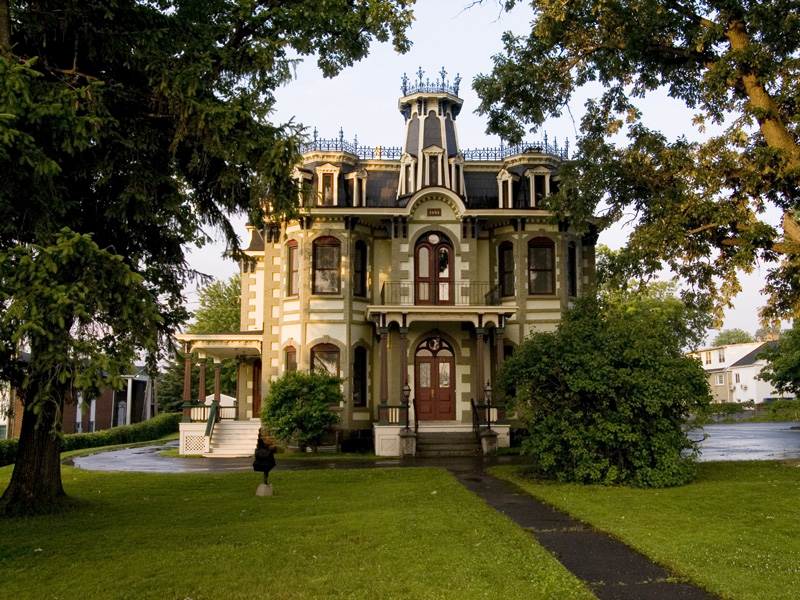
نمایی از یک امارت مرتبط با قرن ۱۸ در کاونسویل، منطقه شهری بروم-میسیسکوا / ۲۰۰۷

کاونسویل (به فرانسوی: Cowansville) شهرکی در منطقه شهری بروم-میسیسکوا ناحیه مونترژی در استان کبک کانادا است. در سرشماری سال ۲۰۱۱ این شهرک ۱۲٬۴۷۰ نفر جمعیت داشته‌است و مساحت آن ۴۸٫۷۹ کیلومتر مربع است.